# Samos (król Kommageny)
Samos Theosebes Dikajos (gr.: Σάμος Θεοσεβής Δίκαιος, Sámos Theosebḗs Díkaios) (zm. ok. 100 p.n.e.) – drugi król Kommageny z ormiańskiej dynastii Orontydów od ok. 130 p.n.e. do swej śmierci. Syn Ptolemeusza, króla Kommageny.
Jego przydomki Theosebes i Dikajos znaczą „Gorliwy (religijnie)” i „Sprawiedliwy”. Podczas swego panowania Samos rozkazał zbudować fortecę w swej stolicy Samosacie, która obecnie jest zalana przez wody z tureckiej Tamy Atatürk. Z żoną i królową Isias I miał jedynego syna i następcę Mitrydatesa I Kallinikosa.